# Майже доросла. Щоденник двадцятирічної
«Майже доросла. Щоденник двадцятирічної» — документальний фільм, зроблений телеканалом СТБ і присвячений 20-річчю незалежності України. Відзначений премією «Телетріумф» як найкращий телевізійний документальний фільм 2011 року.
У фільмі студенти — ровесники незалежності (зокрема й майбутня народна депутатка Єлизавета Ясько) висловилися про своє сприйняття цієї події і бачення майбутьного України. Також у проекті взяли участь три президенти України — Леонід Кравчук, Леонід Кучма та Віктор Ющенко, а також Володимир Гриньов, Олесь Доній, Віктор Пинзеник, Ігор Мазепа, Ярослав Грицак, Юлія Мостова, Андрій Курков і Олександр Положинський.